# Liste der Gedenktafeln in Berlin-Hermsdorf
Die Liste der Gedenktafeln in Berlin-Hermsdorf enthält die Namen, Standorte und, soweit bekannt, das Datum der Enthüllung von Gedenktafeln.
Die Liste ist nicht vollständig.

## Hermsdorf
| Bild | Name                        | Standort             | Datum der Enthüllung |
| ---- | --------------------------- | -------------------- | -------------------- |
|      | Alte Hermsdorfer Dorfkirche | Alt-Hermsdorf        |                      |
|      | Leopold Lessing             | Alt-Hermsdorf 9      |                      |
|      | Judenhaus                   | Falkentaler Steig 16 |                      |
|      | Erich Kästner               | Parkstraße 3a        |                      |
|      | Max Beckmann                | Max-Beckmann-Platz   |                      |
|      | Max Beckmann                | Ringstraße 17        |                      |
|      | Gustav Landauer             | Schloßstraße 17      |                      |